# Калистратов, Тимофей Владимирович
Тимофе́й Влади́мирович Калистра́тов (род. 18 февраля 2003, Санкт-Петербург, Россия) — российский футболист, защитник «КАМАЗа».

## Карьера
Воспитанник СДЮСШОР «Зенит», победитель первенства Санкт-Петербурга 2016 и школы «Алмаз-Антей» (2017—2019). Летом 2019 был на сборах в составе молодёжной команды «Зенита».
В январе 2020 был на сборах в молодёжной команде «Ростова», забивал много голов на сборах, в команде — с 7 февраля. 14 марта 2020 года дебютировал, выйдя на замену в матче молодёжной команды ростовчан в рамках 22 тура молодёжного первенства против «Локомотива». В связи со вспышкой коронавирусной инфекции в клубе, 19 июня 2020 года был заявлен на матч премьер-лиги против «Сочи» (1:10), в котором вышел на поле в стартовом составе. 11 сентября 2020 года впервые вышел с первых минут в молодёжной команде. Также в сезоне 2020/21 сыграл 3 матча в ЮФЛ.
В январе-феврале 2022 года был на просмотре в петербургском «Динамо». Был заявлен на Турнир уполномоченного представителя президента в Северо-Западном федеральном округе, проведя несколько матчей. 22 февраля 2022 года стал игроком «Динамо» на правах аренды до конца сезона 2021/2022. Летом 2022 перешёл из «Ростова» в петербургское «Динамо» на полноценной основе. В сезоне 2024/25 играл за «Калугу», перед началом следующего сезона перешёл в «КАМАЗ».